# Magnus von Moltke

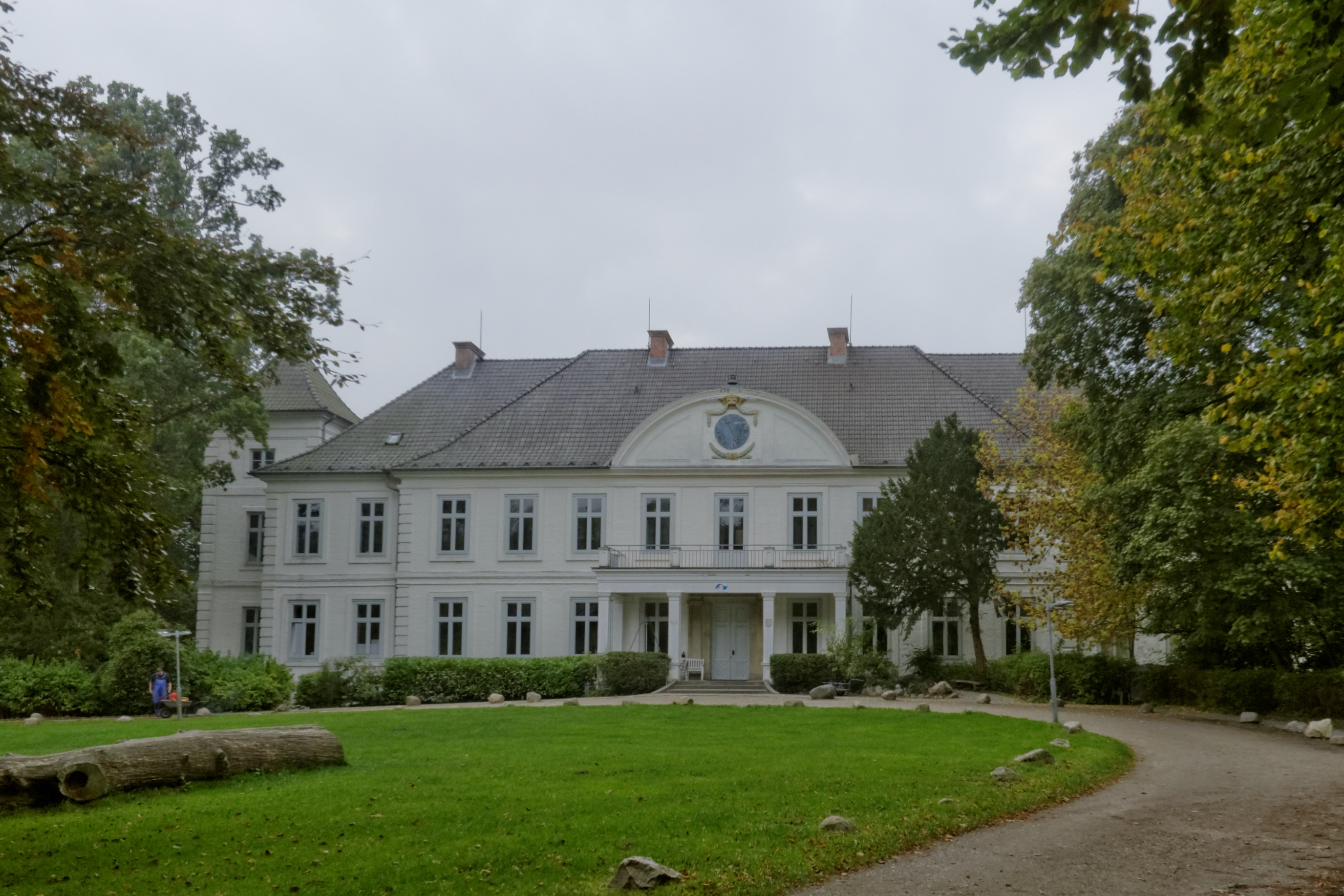
Gut Noer

Graf Magnus von Moltke (* 20. August 1783 auf Gut Noer; † 12. März 1864 in Kiel) war ein schleswig-holsteinischer Jurist und Politiker.

## Leben
Er war ein Sohn des Generals Graf Christian Magnus Frederik Moltke († 1813). Magnus von Moltke erhielt bis zum 16. Lebensjahr Privatunterricht und besuchte dann eine renommierte Schule in Gotha. Er studierte an den Universitäten Kiel und Göttingen Rechtswissenschaften und schloss das Studium im Herbst 1806 in Schleswig mit Auszeichnung ab.
Nach dem Studium reiste er zwei Jahre durch Europa (Grand Tour), danach arbeitete er als Jurist am Obergericht Gottorf, wo er 1813 zum jüngsten Rat ernannt wurde. Später wurde er zusätzlich Landrat. 1834 wurde er zum Ritter des Dannebrogordens ernannt.
Am 3. Oktober 1818 heiratete er Juliane Charlotte Gräfin Brockdorff (26. März 1794 – 10. Oktober 1844), die Tochter von Christian Ulrich Graf Brockdorff. Durch seinen Bruder Adam von Moltke erhielt er Zugang zu liberalem Gedankengut.
In der Wahl zur ersten Schleswigschen Ständeversammlung 1836 wurde er im 2. Städtischen Wahlbezirk zum Abgeordneten gewählt. In der Eröffnungssitzung wurde er mit 34 Stimmen zum Präsidenten der Kammer gewählt. Er leitete die Sitzungen mit der gebotenen Neutralität, empfand das Amt jedoch als Einengung seiner Möglichkeiten der parlamentarischen Auseinandersetzung.
Nach seiner Wiederwahl in die Kammer verzichtete er 1838 auf eine Kandidatur als Präsident und Niels Nikolaus Falck wurde als Präsident gewählt. Moltke war einer der aktivsten Abgeordneten in den Ständen. In der Sprachenfrage vertrat er pragmatisch die dänische Position. So gehörte er zu der Minderheit, als die Kammer das Sprachreskript König Christian VIII. (Dänisch sollte als Amtssprache im dänischsprachigen Nordschleswig werden) mit 33 zu 9 Stimmen ablehnte. In der Verfassungsfrage gehörte er jedoch zu den wichtigsten Vertretern einer gemeinsamen Verfassung und eines gemeinsamen Parlaments für Schleswig und Holstein. 1840 verzichtete er auf eine erneute Kandidatur und schied aus der Ständeversammlung aus.
In der Schleswig-Holsteinischen Erhebung 1848 wurde er auf Seiten der Herzogtümer aktiv. Er verzichtete auf die dänischen Titel und Orden und warb in dem Schreiben „Offener Brief an meine Mitbürger in Schleswig-Holstein“ für einen gemeinsamen Beitritt Schleswig-Holsteins zum Deutschen Bund.
Nach dem Zusammenbruch der Erhebung und der Wiederherstellung der dänischen Herrschaft wurde er im Juli 1850 als Obergerichtsrat und Landrat abgesetzt. Er lebte die letzten Lebensjahre zurückgezogen in Kiel.

## Werke
- Gedanken über Gewerbefreiheit. Lübeck 1830.
- Über den Adel und dessen Verhältnis zum Bürgerstande. Perthes und Besser, Hamburg 1830. (Es handelt sich um eine Verteidigung der Geburtsprivilegien des Adels und seine Bevorzugung für den Dienst in öffentlichen Ämtern.)
- Das Wahlgesetz und die Kammer mit Rücksicht auf die Herzogthuemer Schleswig und Holstein. Hamburg 1834.